# João Marcos (1953–2020)
João Marcos, właśc. João Marcos Bueno da Silva (ur. 1 czerwca 1953 w Botucatu, zm. 2 kwietnia 2020 tamże) – brazylijski piłkarz, występujący podczas kariery na pozycji bramkarza.

## Kariera klubowa
Karierę piłkarską João Marcos rozpoczął w klubie Guarani FC w 1973. W lidze brazylijskiej zadebiutował 16 grudnia 1973 w wygranym 2-1 meczu z Athletico Paranaense. W 1974 był zawodnikiem Américe São José do Rio Preto, a 1975–1976 São Bento Sorocaba. W latach 1977–1980 występował w Noroeste Bauru a 1981–1983 w SE Palmeiras. W latach 1984–1986 występował w Grêmio Porto Alegre. W Grêmio zdobył swoje jedyne trofeum podczas kariery – mistrzostwo stanu Rio Grande do Sul – Campeonato Gaúcho w 1985.
W Grêmio 19 maja 1984 w przegranym 0-3 meczu z CR Vasco da Gama Jorginho po raz ostatni wystąpił w lidze. Ogółem w latach 1973–1984 wystąpił w lidze w 73 meczach. Karierę zakończył w Operário Ponta Grossa w 1990.

## Kariera reprezentacyjna
W reprezentacją Brazylii João Marcos zadebiutował 21 czerwca 1984 w wygranym 1-0 towarzyskim meczu z reprezentacją Urugwaju. Rok wcześniej uczestniczył w turnieju Copa América 1983, na którym Brazylia zajęła drugie miejsce. Na turnieju był rezerwowym i nie wystąpił żadnym meczu.